# Darwinov dan
Darwinov dan jest proslava kojom se komemorira obljetnica rođenja Charlesa Darwina 12. veljače 1809. godine. Dan se rabi radi isticanja Darwinova doprinosa znanosti i radi opće promocije znanosti.

## Povijest
Proslava Darwinova djela i odavanje počasti njegovu životu sporadično su bili organizirani još od njegove smrti 19. travnja 1882. godine u dobi od 73 godine. Događaji su bili održani u downskom domu u Downeu u južnom predgrađu Londona gdje su Darwin i članovi njegove obitelji živjeli od 1842. do smrti njegove žene Emme Darwin 1896. godine.
Godine 1909. više od 400 znanstvenika i dostojanstvenika iz 167 zemalja susrelo se u Cambridgeu radi odavanja priznanja Darwinovim doprinosima i radi vigorozna raspravljanja o najnovijim otkrićima i povezanim teorijama koje su se nadmetale za prihvaćenje. O ovom se događaju od javnog interesa naširoko izvješćivalo. Njujorška akademija znanosti također je 12. veljače iste godine u Američkom prirodoslovnom muzeju proslavila 100. obljetnicu Darwinova rođenja i 50. obljetnicu objave O porijeklu vrsta. Otkrivena je bila Darwinova brončana bista. Dana 2. lipnja 1909. godine Novozelandsko kraljevsko društvo održalo je Darwinovu proslavu kojoj je "prisustvovao velik broj uzvanika".
Sveučilište u Chicagu održalo je 24. – 28. studenoga 1959. godine veliku, dobro obznanjenu proslavu o Darwinu i objavi O porijeklu vrsta.
Znanstvenici i akademici ponekad su 12. veljače slavili događajima zvanim "koljenske fešte", koje su karakterizirane jelima s hranom iz što više različitih taksonomskih koljena, a prve su takve proslave bile održane u Kanadi 1972., 1974. i 1989.
U Sjedinjenim Državama Salemsko državno sveučilište u Massachusettsu svake godine od 1980. godine održava "Darwinov festival", a 2005. registriralo je "Darwinov festival" kao uslužni žig pri Američkom uredu za patente i žigove.
Humanističko društvo iz Palo Alta u Kaliforniji na poticaj dr. Roberta Stephensa kasne 1993. počelo je planirati godišnju proslavu "Darwinova dana". Prvi javni događaj Darwinova dana bilo je predavanje dr. Donalda Johansona (otkrivača ranog hominida "Lucy") koje je pod pokroviteljstvom Stanfordske humanističke studentske grupe i Humanističke zajednice bilo održano 22. travnja 1995. Humanistička zajednica nastavlja svoju godišnju proslavu Darwina, znanosti i čovječanstva svakog 12. veljače.
Profesor Massimo Pigliucci neovisno je 1997. godine inicirao godišnji događaj "Darwinov dan" sa studentima i kolegama na Sveučilištu u Tennesseeju. Događaj je uključivao nekoliko javnih predavanja i aktivnosti te učiteljsku radionicu postavljenu radi pomaganja osnovnoškolskim i srednjoškolskim učiteljima da bolje razumiju evoluciju i nauče kako je predavati svojim studentima, ali i kako se nositi s pritiscima koje na njih često vrši kreacionistički pokret.
Sveučilište u Georgiji također slavi Darwinov dan. Događaj zajednički pokrivaju Franklinov kolegij umjetnosti i znanosti, Odsjek za biološke znanosti, Odumova škola ekologije i odjeli stanične biologije, biljne biologije i genetike. Mark Farmer, profesor i pročelnik Odsjeka za biološke znanosti i organizator Darwinova dana na UGA-i, izjavio je da je zamisao preuzeo od Zaklade Međunarodnog Darwinova dan a događaj je donio na UGA-u 2009. godine prilikom obilježavanja 150. obljetnice objavljivanja "Porijekla vrsta" i 200. obljetnice Darwinova rođenja. Sveučilište putem niza predavanja širom kampusa slavi utjecaj koji je Darwinovo djelo imalo na znanstvenu zajednicu.

## Program Darwinova dana i Proslava Darwinova dana
Kasnih 1990-ih dvoje Darwinovih entuzijasta, Amanda Chesworth i Robert Stephens, suosnovali su neslužbenu potporu radi promocije Darwinova dana. Chesworth se 2001. godine preselila u Novi Meksiko i pokrenula "Program Darwinova dana". Stephens je postao pročelnik odbora i predsjednik neprofitne korporacije dok je Massimo Pigliucci postao potpredsjednik a Amanda Chesworth članica odbora, tajnica i izvršna direktorica. Stephens je predstavio ciljeve organizacije u članku pod naslovom "Darwinov dan, međunarodna proslava".
Chesworth je 2002. godine sastavila i uredila opsežnu knjigu pod naslovom Darwinov dan, zbirka prva: dosad najbolja pojedinačna ideja. Ciljevi knjige bili su pokazivanje multidisciplinarnih dosega Charlesa Darwina i prikaza preklapanja akademskog rada s popularnom kulturom.
Novomeksička se korporacija raspala 2004. godine a sva je njezina imovina doznačena "Proslavi Darwinova dana", neprofitnoj organizaciji koju su 2004. godine u Kaliforniji osnovali dr. Robert Stephens i drugi, a proširena je i izjava o misiji.
Proslava Darwinova dana redizajnirala je mrežno mjesto DarwinDay.org od statična prikaza informacija o programu Darwinova dana do spoja edukacije o Darwinu i organizacije Proslave Darwinova dana, uključujući automatiziranu registraciju i objavu planiranih i proteklih slavljeničkih događaja te automatiziranu registraciju osoba koje žele primati e-poruke ili javno obznaniti podršku Darwinovu danu. Mrežnim mjestom sada upravlja Zaklada Međunarodnog Darwinova dana, autonoman program Američke humanističke udruge.

## Događaji
Za Darwinov dan provode se razni događaji diljem svijeta. Oni uključuju zabavne večere s posebnim receptima za primordijalnu juhu i ostalim inventivnim jelima, prosvjede sa školskim odborima i ostalim vladinim tijelima, radionice i simpozije, distribuciju informacija od osoba u opičjim kostimima, predavanja i debate, esejska i umjetnička natjecanja, koncerte, čitanje poezije, drame, umjetničke radove, komične izvedbe, uprizorenje Scopesova procesa te debate Thomasa H. Huxleyja i biskupa Samuela Wilberforcea, predstave knjižnica, muzejske izložbe, putovanja i obrazovne izlete, prikaze putovanja HMS Beaglea, crkvene propovijedi, filmske večeri, sustavne akcije i izlete u prirodu. Mrežno mjesto o proslavi Darwinova dana nudi slobodnu registraciju i prikaz svih događaja u Darwinovu danu.
Pertska kovnica u Australiji izdala je 2009. komemorativni srebrnjak s masom od 1 unce koji prikazuje Darwina, mladog i starog, HMS Beagle te Darwinov potpis.
Neki slavljenici spajaju Darwinov dan s proslavom Abrahama Lincolna, koji je također rođen 12. veljače 1809. Drugi pak vole slaviti mnoge poznate pojedince koji su utjecali na Darwinovo djelo ili su bili pod njegovim utjecajem, npr. Thomasa H. Huxleyja, Charlesa Lyella, Alfreda Russela Wallacea, Carla Sagana i Ernsta Mayra.

## Pobornici
Potporu Darwinovu danu pružaju jednako slobodoumne i religijske organizacije. Mnogi kršćani koji podupiru koncept evolucijske kreacije, npr. zaklada BioLogos i GC Science, slave Darwinov dan vjerujući da je evolucija bila oruđe koje je Bog rabio u procesu stvaranja. Neke slobodoumne organizacije koje podupiru Darwinov dan među kojima su Vijeće za sekularni humanizam, Zaklada za slobodu od religije,
Kanadska humanistička udruga,
Centar za ispitivanje i
Američka humanistička udruga iz Sjedinjenih Država te
Britanska humanistička udruga
iz UK pomogle su u širenju svjesnosti o Darwinovu danu. Kampusna slobodumna alijansa i Alijansa za sekularna humanistička društva
počele su 1999. među članovima promovirati Darwinov dan. Humanističke i skeptične grupe izrazile su dobrodošlicu događaju, pa je diljem SAD-a i u nekoliko drugih zemalja zabilježen porast proslava na sam 12. veljače ili oko tog datuma. Među organizatorima u pozadini tih napora bili su Međunarodna humanistička i etička unija, Massimo Pigliucci, Amanda Chesworth i Joann Mooney.
Mrežno mjesto Zaklade Međunarodnog Darwinova dana na adresi darwinday.org projekt je Američke humanističke udruge. Mrežno mjesto služi kao klirinški dom stotinama proslava Darwinova dana diljem svijeta.
D. J. Grothe nastavlja predvoditi ovu podršku među grupama povezanima s programom za kampuse i zajednicu Centra za ispitivanje. Događaje za Darwinov dan također organiziraju ogranci Centra za ispitivanje diljem svijeta. Magazin Free Inquiry (engl.: Slobodno ispitivanje), glavna publikacija Vijeća za sekularni humanizam, i Skeptical Inquirer (engl.: Skeptični ispitivač), glavna publikacija Odbora za skeptično ispitivanje, reklamirali su događaj i privukli još pojedinaca i skupina. Sekularna studentska alijansa i ostale organizacije posvećene razumu i racionalnosti također sudjeluju u godišnjoj proslavi.
S dr. Robertom Stephensom, znanstvenikom i predsjednikom organizacije, Proslava Darwinova dana tražila je (naročito putem e-pošte) i primila podršku znanstvenika i znanstvenih entuzijasta diljem planeta. Edukatori su počeli sudjelovati nudeći svojim studentima posebne lekcije 12. veljače ili oko tog datuma. Proslava Darwinova dana pridružila se COPUS-u, Koaliciji za javno razumijevanje znanosti, odražavajući povećan naglasak na znanstvenu edukaciju i priznanje.
Javni poziv putem e-porukâ upućenih velikim publikacijama doveo je do toga da su mnogi mediji poput The Guardiana u UK, Scientific Americana, New Scientista i Discovery Channela pokrivali događaj. Darwinov su dan 2006. godine pokrivali veliki novinski lanci poput Associated Pressa, Knight-Riddera i The New York Timesa. U velikim se novinama diljem svijeta pojavilo više od 150 članaka koji su uspjeli privući još sudionika.
Znanstvene organizacije poput Nacionalnog centra za znanstvenu edukaciju i Lineovskog društva poduprle su praznik. Znanstvenici, filozofi, povjesničari i fizičari svojim su imenom poduprli napore, uključujući Daniela Dennetta, Stevena Pinkera, Eugenie Scott, Stevena Jonesa, Elliotta Sobera, sira Johna Maddoxa, Helene Cronin, Williama Calvina, Johna Rennieja, Paula Kurtza, Carla Zimmera, Edwarda O. Wilsona, Michaela Shermera, Susan Blackmore, Michaela Rusea, Richarda Leakeyja, Nilesa Eldridgea i Colina Tudgea. Sudjelovali su također glazbenici i zabavljači poput Richarda Millera i Stephena Bairda.
Michael Zimmerman, profesor biologije i dekan Kolegija slobodnih umjetnosti i znanosti na Butlerovu sveučilištu, osnovao je 2004. godine projekt kleričkog pisma u kojem je, do 18. travnja 2008. godine, više od 11.100 klerika potpisalo deklaraciju da vjernik ne mora birati ili između vjerovanja u boga ili vjerovanja u evoluciju. Zimmerman je 2006. godine razvio pokret evolucijske nedjelje. Sljedeće su godine na Darwinov rođendan održana predavanja i propovijedi pred 618 kongregacija širom Sjedinjenih Država i 5 drugih zemalja. Namjera je evolucijske nedjelje pokazati da su vjera i evolucijska znanost kompatibilne s mnogim religijskim tradicijama. Evolucijska je nedjelja produžena 2008. godine na evolucijski tjedan da bi obuhvatila širi raspon vjerskih tradicija a u njemu je sudjelovalo 814 kongregacija iz 9 zemalja.

## Trenutačni napori
Neki zagovornici željeli su da se 12. veljače 2009. godine proglasi javnim praznikom. Robert Beeston bio je posebno uspješan u ostvarenju ovih napora u Des Moinesu u Iowi 2003. godine, a napredak je bio postignut i u Engleskoj.
Kalifornijski zastupnik Pete Stark predložio je 9. veljače 2011. Kongresu Domsku rezoluciju 81 (engl. H. Res. 81) kojom se 12. veljače 2011. obilježava kao Darwinov dan. U rezoluciji stoji da je "Charles Darwin (je) vrijedan simbol znanstvenog napretka... i oko koga valja graditi globalnu proslavu znanosti i čovječanstva." Rezolucija je bila kulminacija suradnje između zast. Starka i Američke humanističke udruge koja je 2008. godine dodijelila Starku nagradu za humanista godine. U izjavi pred čitavim domom zast. Stark izjavio je da je "Darwinov (je) rođendan dobar trenutak da se osvrnemo na važnu ulogu znanosti u našem društvu". U tiskovnoj objavi Američke humanističke udruge izvršni je direktor Roy Speckhardt izjavio da je "Starkova (je) rezolucija o Darwinovu danu uzbuđen iskorak za sekularni pokret. Ovo nije samo mogućnost da se znanstveni utjecaj Charlesa Darwina istakne pred svima nego također znači potencijalno veće poštovanje znanstvenog razumijevanja na Kapitolskom brdu."
Njudžerzijski zastupnik Rush D. Holt, Jr., kvekerski kršćanin i nuklearni fizičar, predložio je 22. siječnja 2013. godine rezoluciju Kongresu SAD-a kojim se 12. veljače 2013. godine (204. rođendan Charlesa Darwina) obilježava kao Darwinov dan radi priznanja "važnosti znanostî u poboljšanju čovječanstva".

## 2009.
2009. godina bila je važna godina u proslavama Darwinova dana. Te je godine obilježena 200. obljetnica Darwinova rođenja i 150. obljetnica objave Darwinova O porijeklu vrsta. Mnogi su događaji bili planirani, a najistaknutije proslave održane su u Shrewsburyju, na Sveučilištu u Cambridgeu i u Prirodoslovnom muzeju u Londonu.

## Više informacija
- Dan mola
- Dan pija
- Dan kvadratna korijena